# Ato Institucional n.º 9
O Ato Institucional Número Nove (AI-9) foi o nono ato institucional da ditadura militar brasileira, editado em 25 de abril de 1969 por Costa e Silva.

## Contexto histórico
Com o rótulo Anos de Chumbo, tem sido considerado o período mais repressivo da ditadura militar brasileira. Começou em 1968, com a publicação do AI-5 em 13 de dezembro daquele ano, até o final do governo Médici, em março de 1974.
Eleito pela Junta Militar que governou o país, Médici teve a vantagem de assumir em meio ao chamado "milagre econômico brasileiro", um breve período em que o PIB do país cresceu com números de até dois dígitos. Assim, uma boa parte de seu mandato foi caracterizada pela estabilidade econômica, que ajudou o governo em seu esforço para impor uma dura repressão. Alguns reservam a expressão "anos de chumbo", especificamente para o governo dos Medici. O período é marcado pelo feroz combate entre a esquerda e a extrema direita, por um lado, e por outro, o aparato repressivo policial-militar do Estado, eventualmente apoiado por organizações paramilitares e grandes empresas.

## O ato
Seguindo a esteira dos atos institucionais anteriores, estabeleceu regras para a reforma agrária cuja doutrinação tinha cunho estritamente conservador.
Este ato institucional dava poder ao presidente para delegar as atribuições para a desapropriação de imóveis rurais por interesse social, sendo-lhe privativa a declaração de zonas prioritárias.
Costa e Silva estabeleceu também a indenização com títulos da dívida pública reembolsáveis por 20 anos, com correção monetária e que em caso de discussão do valor, seria aceito o valor cadastral da propriedade.
O ato institucional também previa novas cassações em seu texto, previstas para o dia 29 de abril de 1969. Desta vez, 219 professores universitários e pesquisadores foram aposentados compulsoriamente ou demitidos.
Foram cassados 15 deputados, da ARENA e do MDB por terem se manifestado contra a inconstitucionalidade dos atos institucionais seguidos. Também teve direitos políticos suspensos o jornalista Antônio Calado e houve o fechamento de emissoras de rádio pelo Departamento Nacional de Telecomunicações.

## Constituição de 1969
Em 17 de outubro, foi promulgada pela Junta Militar a Emenda Constitucional nº 1, incorporando dispositivos do Ato Institucional nº 5 à Constituição, estabelecendo o que ficou conhecido como Constituição de 1969. Em 25 de outubro, Médici e Rademaker foram eleitos pelo Congresso. por 293 votos e 76 abstenções, correspondentes à bancada do MDB (Movimento Democrático Brasileiro). O novo presidente assumiu o cargo em 30 de novembro.